# Дворац Мирамаре
Дворац Мирамаре (итал. Castello di Miramare) саграђен је као поклон за Максимилијана Хабзбуршког, надвојводу Аустрије и његову жену Шарлоту од Белгије - будућег цара и царице Мексика.
Дворац гледа на тршћански залив, и налази се само неколико километара северно од центра града. Пројектовао га је Карл Јункер (Carl Junker) између 1856. и 1860, бечки пројектант.
Окружен је великим парком од 22 хектара (54 ари), специфичан је по сјајним врстама биљака, многе од њих је изабрао и сам надвојвода путујући широм света као адмирал аустријске морнарице.
Дворац је подељен на седам соба, у приземљу се налазио дневни боравак Максимилијана Хабзбуршког и његове жене, док је виши спрат коришћен за време владавине војводе Амедеа ди Савоја Аосте, који је у дворцу живео седам година и променио је изглед неколико соба у стил тога времена. Тренутно, дворац је музеј.

## Галерија
- Улаз у дворац
- Улаз у дворац - натпис
- Фонтана на улазу у дворац
- Дворац
- Пристаниште
- Статуа Максимилијана, у парку
- Лабуд у језеру
- Топови
- Топ-дворац